# Drago Petaros
Drago Petaros, slovenski organist in zborovodja, * 31. december 1913, Zabrežec, Dolina, † 6. avgust 2006, Trst.

## Življenje in delo
Rodil se je v Zabrežcu, takrat Avstro-Ogrska, v družini telefonista Jožefa in gospodinje Karoline (rojene Kraljič). Kasneje so mu italijanske fašistične oblasti poitalijančile ime v Carlo, a je za vse ostal Drago. Končal je ljudsko šolo v Borštu. Glasbe se je učil pri glasbenem pedagogu in skladatelju Stanetu Maliču, ki je talentiranega fanta sprejel v svojo zasebno šolo leta 1929 in ga tri leta učil klavir, harmonijo in kontrapunkt. Že oktobra 1930 je Petaros postal organist in zborovodja v Borštu. Do druge svetovne vojne in nekaj let po njej je z zborom gojil bodisi posvetno kot cerkveno pesem. Potem je iz ideoloških in političnih razlogov prišlo do razcepa v vasi, nastala sta dva zbora, cerkveni pevski zbor in posvetni zbor Slovenec. Petaros je vodil cerkveni zbor in ga spremljal na orglah vse od leta 1930 do smrti, razen v letih 1942−1945, ko je zbor vodila Milena Petaros. Tudi zbor prosvetnega društva Slovenec je do leta 1983 vodil Drago Petaros razen v letih 1957−1969, ko ga je prevzel Svetko Grgič. Po vojni je do leta 1984 občasno tudi mešani pevski zbor Slavec v Ricmanjih ter nekaj časa mešani pevski zbor Valentin Vodnik v Dolini pri Trstu in z njim nastopil na prvi povojni javni prireditvi v Bazovici. Drago Petaros je s svojimi pevskimi zbori nastopal tudi na domačih in okoliških praznikih, na kulturnih in javnih prireditvah in je bil stalno prisoten na zborovskih revijah ZCPZ in na vsakoletni reviji Primorska poje.
Draga Petarosa njegova strokovnost, nadarjenost in natančnost ter dolga prisotnost pri glasbenem delu uvrščajo med stebre slovenske zborovske kulture na Tržaškem. Umrl je v Trstu, pokopan pa je v Borštu.